# Cadaba termitaria
Cadaba termitaria är en kaprisväxtart som beskrevs av Nicholas Edward Brown. Cadaba termitaria ingår i släktet Cadaba och familjen kaprisväxter. Inga underarter finns listade i Catalogue of Life.